# جوزف اشتون (بازیگر)
جوزف اشتون (به انگلیسی: Joseph Ashton) (زاده ۱۸ نوامبر ۱۹۸۶) بازیگر آمریکایی است.
از فیلم‌های معروف او می‌توان به فیلم اسلاپی و شخص نفرت انگیز اشاره کرد.